# Palacio de Justicia del Condado de Humboldt (Nevada)
El Palacio de Justicia del Condado de Humboldt (en inglés, Humboldt County Courthouse) es un edificio de gobierno en Winnemucca, en el estado de Nevada (Estados Unidos). Es la sede del Condado de Humboldt, que se creó en 1921. Fue incluido en el Registro Nacional de Lugares Históricos el 19 de agosto de 1983.
Fue diseñado en estilo Renacimiento clásico por el arquitecto Frederick J. DeLongchamps. Tiene un pórtico monumental con frontón y columnas corintias, y tiene un entablamento que recorre todo el edificio.
El edificio se consideró "significativo para la ciudad de Winnemucca y el condado de Humboldt como un ejemplo destacado entre los numerosos edificios públicos diseñados por Frederick J. DeLongchamps, el arquitecto historicista más notable de Nevada".